# LMS 2-6-4T蒸気機関車 (スタニア・3気筒)
LMS 2-6-4T蒸気機関車（LMS 2-6-4Tじょうききかんしゃ）は、イギリスのロンドン・ミッドランド・アンド・スコティッシュ鉄道（LMS）が導入した蒸気機関車の1形式である。ウィリアム・スタニアが設計した車輪配置 2-6-4（1C2）の客貨両用タンク機関車で、ロンドン・ティルバリーアンドサウスエンド線(LT&S.R線)での運行用に設計された。37両すべてが1934年にLMSダービー工場で製造され、2500 - 2536の番号が付けられた。

## 概要
本形式の37両の機関車は、スタニエによって設計され、フェンチャーチストリートとシューバリーネスの間のロンドン、ティルベリー＆サウスエンド（LTS）セクションで作業するためにダービーで製造された。それらはファウラーのエンジンから開発され、テーパーボイラーが取り付けられ、タンクの上部が傾斜していた。
本形式は、ワルシャート弁装置の独立したセットを備えた3つのシリンダーを備えているという点で、他の2-6-4タンク機関車とは異なった。外側のシリンダーは他の機関車よりも著しく小さく、煙室とドームレスボイラーが短かった。3番目のシリンダーはLTSの多くのストップ間の加速を増加させるために提供された。当初はこのクラスのエンジンを45両生産する予定だったが、最後の7両は2気筒のみで完成した。3番目のシリンダーは、LT＆S.R線の多くの停車駅間で加速を高めるために採用された。1935年から、LMS は非常によく似たシンプルな2気筒設計の機関車に切り替えた。1941年に本形式の2両がダービー工場で全般検査を終了したちょうどそのときに、LMSジュビリー級蒸気機関車がダービー駅で故障したため、その2両が列車を引き継ぎ、わずか25分の遅れで列車をセントパンクラス駅まで運行した。
2500号は、LMSのLT&S.R線専用に設計された37両の急行旅客用タンク式機関車の最初の1両だったが、客貨両用としては強力すぎた。内側のシリンダーとバルブギアは、追加のメンテナンスを生じさせ、他の運用には過剰と見なされた。
本形式は、1962年にEMUに置き換えられるまで、LTSセクションで一生を過ごした。彼らは一貫して優れた性能を発揮し、乗組員に好かれていた。本形式は1960年から1963年に廃車された。

### No. 2500
No. 2500は、最初に製造されたスタニエ2-6-4タンク機関車だった。
フェンチャーチストリートとシューバリーネスの間のロンドン、ティルベリー＆サウスエンド（LTS）セクションで使用するために、1934年にダービーで6,444ポンドの費用で建設された。それは1962年6月に廃車され、シューバリーネスに拠点を置いてその生涯を過ごした後、ナショナルコレクションの一部になった。
No. 2500は保存され、イギリス国立鉄道博物館のシルドン国立鉄道博物館に展示されている。この形式唯一の現存車両で、LMS標準の黒の塗装をしている。